# 6273 Kiruna
För andra betydelser, se Kiruna (olika betydelser).
6273 Kiruna är en asteroid i huvudbältet som upptäcktes den 1 mars 1992 i samband med projektet UESAC. Den fick den preliminära beteckningen 1992 ER31 och  namngavs senare efter den svenska staden Kiruna.
Kirunas senaste periheliepassage skedde den 3 augusti 2022.